# Jesse Anderson
Jesse Michael Anderson (3 de maig de 1957 - 30 de novembre de 1994) va ser un assassí nord-americà, condemnat per matar la seva dona l'any 1992. Anderson va morir, juntament amb Jeffrey Dahmer, a mans del seu company de cel·la, Christopher Scarver, a la Columbia Correctional Institute.

## Primers vida
Anderson va créixer a Alton, Illinois. Quan Anderson era adolescent, el seu pare va morir d'un atac de cor i la seva mare es va tornar a casar. Anderson va assistir a l'Escola Secundària d'Alton i es va graduar el 1975. El 1984, es va graduar en Administració d'Empreses a l'Elmhusrt College. El 30 de març de 1985, es va casar amb Bàrbara E. Lynch a Chicago.
Previ al seu arrest per assassinat, els Anderson vivien amb els seus tres fills petits a Cedarburg, Wisconsin. Anderson era el tresorer del Club de Lleons i realitzava treballs de voluntariat a l'Església Catòlica de la Paraula Divina.

## Assassinat de Barbara Anderson
El 21 d'abril de 1992, la parella d'Anderson va anar a una pel·lícula i a sopar a un TGI Fridays fora del Northridge Mall al nord-oest de Milwaukee. Després de sopar, Jesse va apunyalar a Barbara cinc vegades a la cara i al cap, i després es va clavar quatre cops al pit, encara que la majoria de les seves ferides eren superficials. Barbara va entrar en coma i va morir a causa de les seves ferides dos dies després.
Anderson va culpar dos homes negres d'haver atacat a ell i a la seva dona. Va regalar a la policia una gorra de bàsquet dels Los Angeles Clippers que, segons va dir, va treure la gorra a un dels agressors. Quan es van fer públics els detalls del crim, un estudiant universitari va dir a la policia que Anderson li havia comprat el barret uns dies abans. Segons els empleats d'una botiga d'excedents militars, el ganivet de pesca amb mànec vermell que es va utilitzar per assassinar Barbara es va vendre a Anderson unes setmanes abans. La policia va declarar que la botiga era l'única de Milwaukee que venia aquest tipus de ganivet. El 29 d'abril, Anderson va ser acusat d'assassinat. El 13 d'agost va ser declarat culpable i condemnat a cadena perpètua amb possibilitat de llibertat condicional després de 60 anys.

## Mort
El matí del 28 de novembre de 1994, mentre estaven empresonats a la Columbia Correctional Institute, Anderson i l'assassí en sèrie Jeffrey Dahmer es van deixar sense vigilància mentre netejaven un lavabo al gimnàs de la presó amb el seu company de reclusió Christopher Scarver. Scarver va informar que estava "disgustat" per un informe de diari que detallava els crims de Dahmer contra els negres, i que anteriorment havia defensat la bogeria en el seu judici de 1992; Quan un psiquiatre li va preguntar si pensava que la seva sentència era justa, va respondre: "Res que els blancs facin és just". En una publicació al bloc de 2015, Scarver va disputar algunes d'aquestes declaracions. Després d'un enfrontament amb Dahmer i Anderson, Scarver va recuperar una barra d'acer de la sala de peses, va seguir a Dahmer fins al vestidor i el va colpejar al cap. Després va localitzar Anderson i també el va colpejar. Dahmer va ser declarat mort aproximadament una hora després de l'atac, i Anderson va morir dos dies després quan els metges de l'Hospital de la Universitat de Wisconsin a Madison el van retirar del suport vital.